# Rathaus (Paczków)

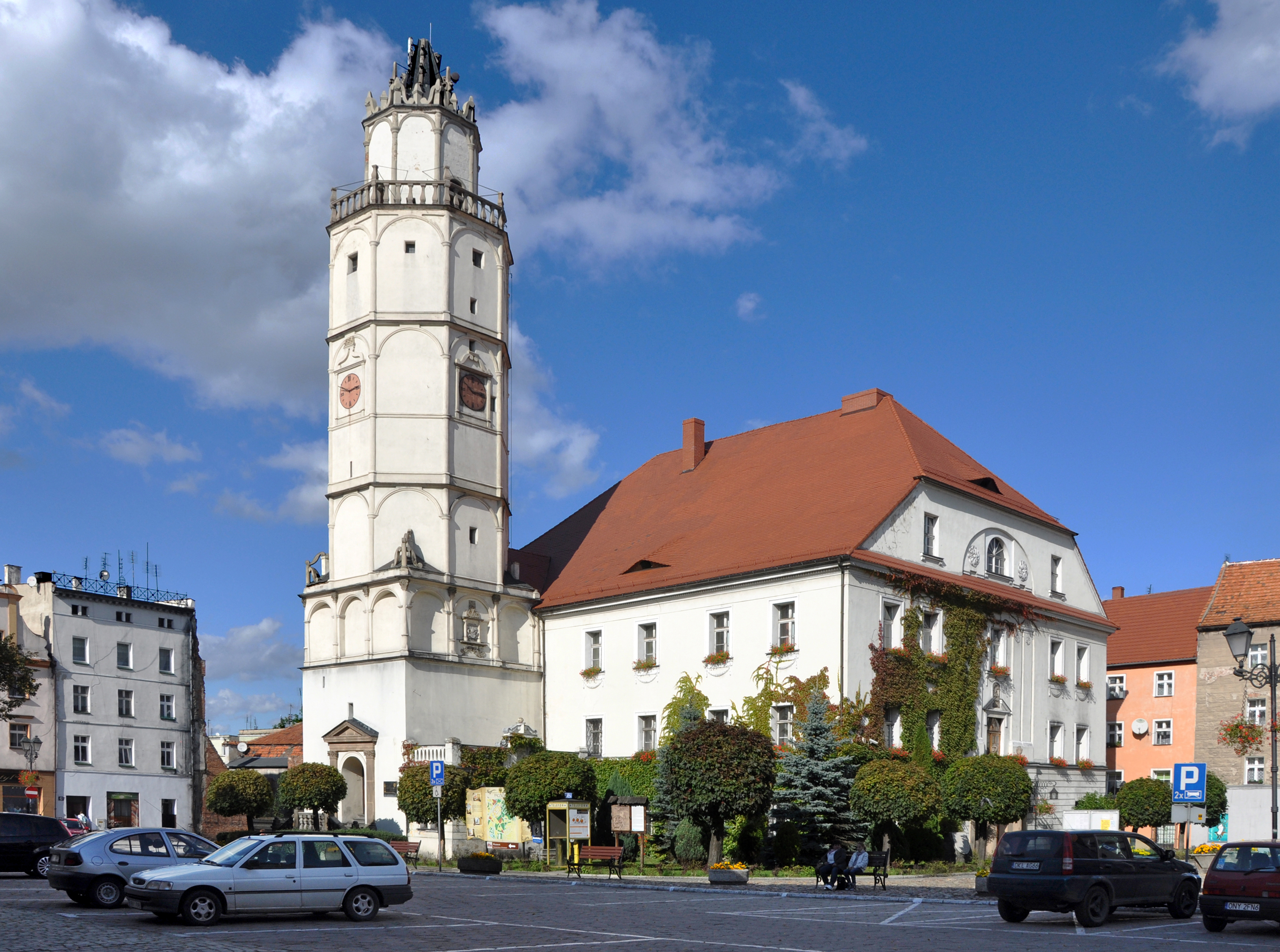
Rathaus (2013)

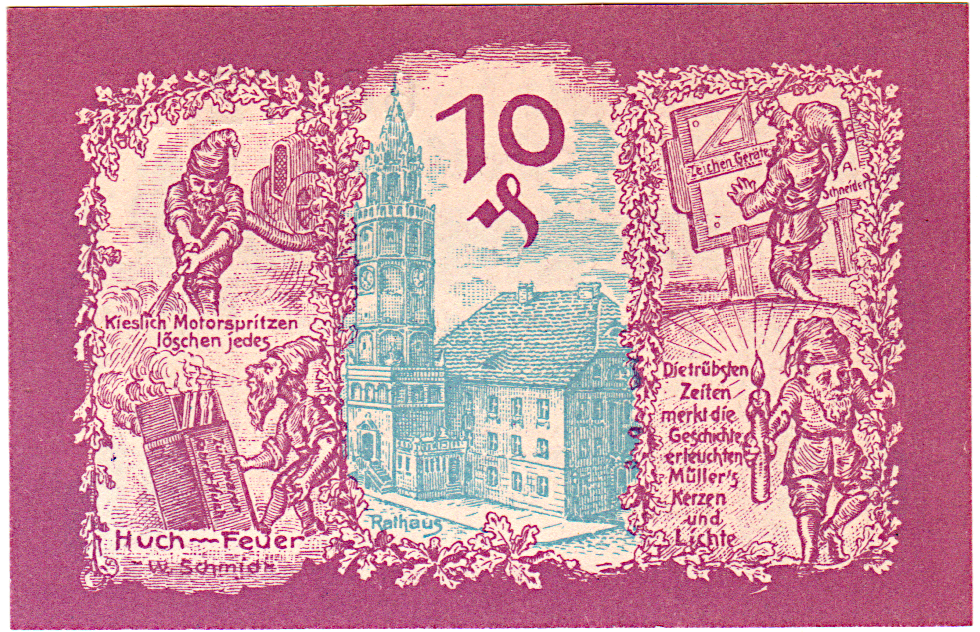
Das Rathaus auf einem Notgeldscheinen von 1921.

Das Rathaus im schlesischen Paczków (dt. Patschkau) steht in der Mitte des rechteckigen Ringes (Rynek), des Patschkauer Marktplatzes.

## Geschichte

Rathaus Mitte des 18. Jahrhunderts

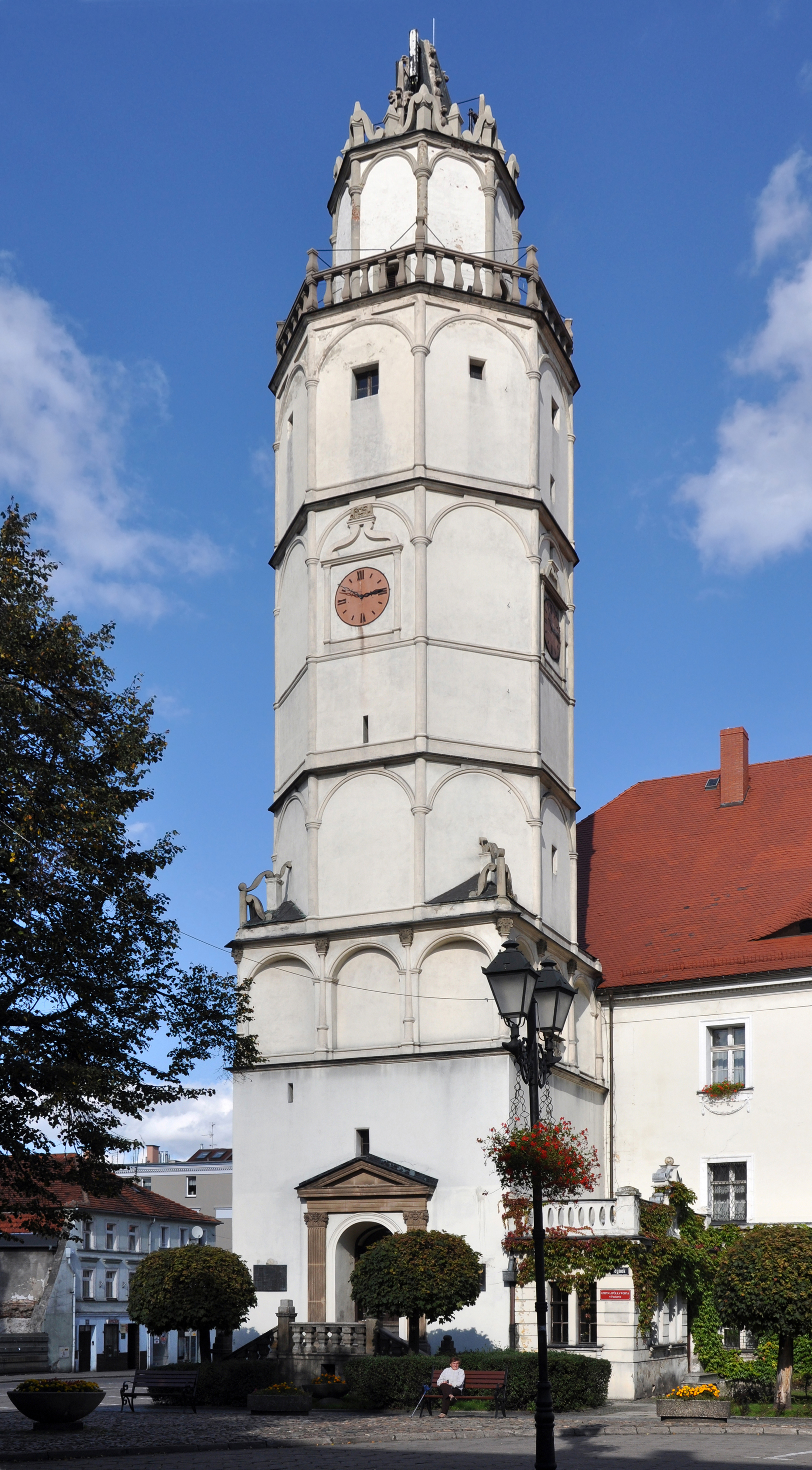
Detailaufnahme Rathausturm

Das Rathaus wurde zwischen 1542 und 1552 im Renaissancestil errichtet. Der Renaissance-Rathausturm mit durchbrochenem Turmhelm wurde 1550–1552 unter Bischof Balthasar von Promnitz errichtet.
Zwischen 1821 und 1822 erfolgte eine Umgestaltung des Gebäudes. Hierbei wurde die Fassadengestaltung im Stil des Klassizismus vereinheitlicht, der Giebel entfernt, und das Gebäude erhielt ein Schopfwalmdach. Ab 1825 befand sich im Rathaus die örtliche Sparkasse. Auch das Land- und Stadtgericht Patschkau nutzte das Rathaus als Dienstsitz. 1911 erfolgte ein Umbau der Innenräume, die 1912 vollendet wurden. Dabei wurde unter anderem der Sitzungssaal umgebaut.
Seit 1964 steht das Rathaus unter Denkmalschutz. Der Rathausturm ist öffentlich zugänglich und wird heute als Aussichtsplattform genutzt.

## Architektur
Der zweigeschossige Putzbau mit hohen Sockelgeschoss steht auf einem quadratischen Grundriss. Die Außenfassade ist im Stil des Klassizismus gehalten.
Der südlich teils freistehende Rathausturm ist in seiner ursprünglichen Form im Stil der Renaissance erhalten geblieben. Dieser steht auf einem quadratischen Grundriss. Ab dem 2. Stockwerk besitzt der Turm einen oktogonalen Grundriss. Der Turm besitzt eine reiche Dekoration, darunter Eckauflagen mit Blendarkaden. Bekrönt ist der Turm mit einem kurzen durchbrochenen Turmhelm.